# حملة فرجينيا الشمالية
حملة فرجينيا الشمالية والمعروفة أيضًا باسم حملة بول رن الثانية أو حملة ماناساس الثانية هي سلسلة من المعارك التي دارت رحاها في ولاية فرجينيا خلال شهري أغسطس وسبتمبر من عام 1862 في المسرح الشرقي من الحرب الأهلية الأمريكية. أتبع الجنرال الكونفدرالي روبرت إدوارد لي النجاحات التي أحرزها خلال معارك الأيام السبعة في حملة شبه الجزيرة عبر التحرك صوب الشمال نحو واشنطن العاصمة وهزيمة اللواء جون بوب وجيشه في فرجينيا. شعر الجنرال لي بالقلق حيال ضم جون بوب لقواته مع قوات اللواء جورج مكليلان من بلدة بوتوماك واحتمال التغلب عليه ولذلك أرسل اللواء توماس ستونوول جاكسون شمالًا حتى يتصدى لتقدم بوب نحو بلدة غوردونسفيل. اصطدم الطرفان في البداية عند جبل سيدر في يوم 9 أغسطس واستطاع الكونفدراليون الانتصار. ارتأى لي أن جيش مكليلان لم يعد يشكل تهديدًا على مدينة ريتشموند وأرسل الجزء الأكبر من بقية جيشه تحت قيادة اللواء جيمس لونغستريت ليلحق بركب جيش جاكسون. أجرى جاكسون مناورة واسعة المدى حول الجناح الأيمن لجيش بوب مستوليًا على مستودع الإمدادات الكبير من الخلف عند تقاطع ماناساس ووضع قواته بين قوات بوب وواشنطن العاصمة. نجح جاكسون في صد هجمات قوات الاتحاد في يوم 29 أغسطس بعدما نقل جيشه إلى أحد المواقع التي يسهل الدفاع عنها بالقرب من ساحة القتال التي دارت عليها معركة بول رن الأولى في سنة 1861، وذلك بالتزامن مع وصول قوات لي ولونغستريت لساحة المعركة. شن جون بوب هجومًا جديدًا في يوم 30 أغسطس ولكنه فوجئ بوقوعه في مرمى هجمات لونغستريت وجاكسون وهو ما أجبره على الانسحاب بعدما مني بخسائر فادحة. انتهت الحملة بتنفيذ جاكسون لمناورة جناحية ثانية وهو ما دفع بوب إلى الاشتباك مع العدو في معركة تشانتيلي في يوم 1 سبتمبر.
تعتبر المناورة التي قاد فيها لي جيش فرجينيا الشمالية حتى يهاجم قوات بوب من الروائع العسكرية. إذ كتب المؤرخ جون هنيسي «لعل لي خاض معارك أكثر ذكاءً بيد أن هذه كانت أعظم حملاته».

## خلفية تاريخية
| «لقد جئتكم من الغرب، هناك حيث دائمًا ما ننظر إلى أقفاء أعدائنا، من جيشٍ كانت مهمته البحث عن خصمٍ وإشباعه ضربًا حتى ينكشف سره، وسياسته الهجوم وليس الدفاع... دعونا ننظر أمامنا وليس خلفنا. النجاح والمجد يأتي مع التقدم في حين يتربص البلاء والعار من الخلف.» |
| —-جون بوب في الأمر الذي وجهه إلى ضباط وجنود جيش فرجينيا في يوم 14 يوليو |

### الوضع العسكري
عين الرئيس أبراهام لينكون الجنرال جون بوب قائدًا على جيش فرجينيا المشكل حديثًا عقب إخفاق حملة شبه الجزيرة التي شنها مكليلان خلال معارك الأيام السبعة. أحرز بوب بعض النجاحات على المسرح الغربي وذلك في الوقت الذي أراد فيه لينكون جنرالًا أكثر شدة من مكليلان. لم يكن بوب محبوبًا بين القادة الأدنى منه -فجميع القادة الثلاثة الذين اختيروا كقادة فيالق كانوا متفوقين عليه من الناحية التقنية- أو الضباط الصغار نظرًا لأوامره المتبجحة التي لمحت إلى أن الجنود الشرقيين كانوا أدنى منزلةً من نظرائهم الغربيين. أدت لهجة بوب العدائية إلى تأليب بعض الرجال الملتحقين في صفوف قواته.
أعلن عن تشكيل جيش فرجينيا الاتحادي من الشعب العسكرية القائمة أصلًا في جميع أنحاء فرجينيا بتاريخ 26 يونيو. منيت معظم هذه الشعب بالهزيمة خلال حملة وادي جاكسون ألا وهي الشعبة الجبلية بقيادة اللواء جون تشارلز فريمونت وشعبة راباهانوك بقيادة اللواء إرفن مكداول وشعبة شيناندواه بقيادة اللواء ناثانييل بانكس ولواء مقاطعة واشنطن بقيادة العميد صامويل د. ستورغيس وشعبة العميد جاكوب د. كوكس من فرجينيا الغربية. قُسم الجيش الجديد إلى ثلاثة فيالق مؤلفة من 51 ألف رجل تحت قيادة كل من اللواء فرانز سيغل (الفيلق الأول) ليحل محل فريمونت الذي رفض أداء الخدمة تحت أمرة بوب (الأدنى منه رتبةً) واستقال من منصبه وبانكس (الفيلق الثاني) ومكداول (الفيلق الثالث). شكلت قوات واشنطن التي كانت تحت قيادة ستورغيس احتياطي الجيش. ألحقت ألوية الخيالة التي قادها العقيد جون بيردسلي والعميد جون هاتش وجورج د. بايارد بسلاح المشاة بصورة مباشرة. كان لعدم وجود سيطرة مركزية أثر سلبي على الحملة. التحقت قطع من الفيالق الثلاثة (الثالث والخامس والسادس) من جيش مكليلان البوتوماكي والفيلق التاسع الذي أسسه اللواء أمبروز برنسايد (بقيادة اللواء جيسي رينو) بالعمليات القتالية للجنرال بوب ليصل قوام قواته إلى 77 ألف.
نُظم جيش فرجينيا الشمالية بقيادة الجنرال روبرت لي على الجانب الكونفدرالي إلى جناحين أو قيادتين مؤلفتين من نحو 55 ألف رجل (لم يسمح القانون الكونفدرالي بتسمية هذه الوحدات كفيالق حتى شهر نوفمبر من عام 1862). كلف اللواء جيمس لونغستريت بقيادة الجناح اليميني، في حين كلف اللواء ستونوول جاكسون بقيادة الجناح اليساري. ألحقت فرقة الخيالة بقيادة اللواء جيمس إيويل براون ستيوارت بجناح جاكسون. كان تنظيم الجانب الكونفدرالي أبسط بكثير مما ورثه لي حين خاض معركة الأيام السبعة إذ كان الجيش مقسم إلى أحد عشر شعبة منفصلة وهو ما أدى إلى انقطاع الاتصالات وعدم تمكن لي من تنفيذ خطط المعركة على أكمل وجه. أعيد تكليف كل من ويليام وايتنغ وثيوفايلوس هولمز وبنجامين هوغر وجون ب. ماغرودر بمهام في أماكن أخرى. نظمت هيكلية القيادة كالتالي: تألف جناح جاكسون من جيش الوادي السابق الذي تولى قيادته وشعبة ستونوول (التي تولى العميد تشارلز ويندر قيادتها) وشعبة اللواء ريتشارد إيويل بالإضافة إلى قيادة اللواء أ. ب. هيل. أنا لونغستريت فترأس قيادة سبعة شعب. قُسمت قيادته السابقة إلى جزئين بقيادة العقيدين كادموس ويلكوكس وجيمس ل. كيمبر. تسلم اللواء ريتشارد أندرسون قيادة شعبة هوغر وقاد العقيد جون ب. هود شعبة وايتنغ نتيجة أخذ ويليام وايتنغ لإجازة مرضية. واصل العقيدان ديفيد ر. جونز ولافاييت مكلاوز قيادة الشعب العسكرية التي كانت تشكل جزءًا من جيش شبه الجزيرة الذي قاده ماغرودر. كذلك نقلت قيادة اللواء د. هيل إلى لونغستريت. كذلك التحق ناثان شانكس إيفانز بفرقة كارولاينا الجنوبية. ترك مكلاوز وهيل في ريتشموند تحت قيادة اللواء غوستافوس سميث ولذلك قرر لونغستريت أخذ خمسة شعب شمالًا.

### الخطط
وقع على عاتق بوب مهمة تحقيق عدة أهداف ومنها حماية واشنطن ووادي شيناندواه ودحر القوات الكونفدرالية بعيدًا عن مكليلان من خلال التحرك باتجاه بلدة غوردونزفيل. بدأ بوب بتحقيق المهمة الأخيرة من خلال تسيير سلاح الخيالة حتى يقطعوا خط السكك الحديدية المركزي في فرجينيا والذي يصل ما بين غوردونزفيل وشارلوتسفيل ولينشبرغ. انطلق سلاح الخيالة تحت قيادة هاتش والذي بلغ عدد أفراده 14 ألف رجل ليجدوا أن ستونوول جاكسون كان قد استولى على غوردونزفيل يوم 19 يوليو (قرر بوب إزالة هاتش من منصبه كقائد في سلاح الخيالة بعدما فشل في قطع خط السكك الحديدية للمرة الثانية في يوم 22 يوليو وكلفه بقيادة لواء مشاة في شعبة العميد روفوس كينغ المنتمية للفيلق الثالث).
وضع بوب نصب أعينه هدفًا إضافيًا أوسع بعد التشجيع الذي لاقاه من أبراهام لينكون. ارتأى الاتحاد لأول مرة الضغط على السكان المدنيين في الكونفدرالية من خلال جلب بعض مشقات الحرب إليهم مباشرةً.